# Olivier Renard
Pour les articles homonymes, voir Renard (homonymie).
Olivier Renard, né le 24 mai 1979 à Haine-Saint-Paul en Belgique, est un footballeur international belge qui joue au poste de gardien de but. Il est actuellement directeur sportif du RSC Anderlecht.

## Biographie

### En club
En décembre 2007, il signe pour quatre saisons au FC Malines.

### En sélections nationales
En 1997, Olivier Renard est appelé en équipe nationale belge des moins de 18 ans et des moins de 19 ans. Il dispute également la Coupe du monde des moins de 20 ans 1997 avec l'équipe des moins de 20 ans, où il est gardien réserviste derrière Jean-François Gillet. À partir de 1998, il est appelé avec les espoirs mais doit attendre l'an 2000 pour disputer sa première rencontre. Il en joue huit au total jusqu'en 2002.
Olivier Renard est appelé à onze reprises dans le noyau de l'équipe nationale belge entre 2008 et 2012, mais ne joue pas une seule minute sous le maillot des Diables Rouges.

### Reconversion
Après une dernière saison en tant que joueur au Sporting de Charleroi, Olivier Renard prend sa retraite et retourne à Malines pour devenir l'adjoint du directeur sportif, Fi Vanhoof.
Le 30 octobre 2024, après s'être séparé de son directeur sportif Jesper Fredberg, le RSC Anderlecht engage Olivier Renard pour le remplacer.

## Palmarès
- 1997 : Participation avec l'équipe de Belgique des moins de 20 ans à la Coupe du monde U20 1997
- 2008 : Champion de Belgique avec le Standard de Liège